# Seznam vojaških kratic na D
To je seznam vojaških kratic, ki se pričnejo s črko D.

## Seznam
- D:

- (angleško Displacement) označuje Premestitev.
- (angleško Day) označuje Dan.
- (nemško Division; angleško Division) označuje Divizija.

- D&V (angleško Demonstration and Validation) označuje Prikaz in ocenjevanje.
- DA (angleško Department of the Army) označuje Oddelek za vojska ZDA.
- DAACM (angleško Direct Airfield Attack Combined Munition) označuje Kombinirno strelivo za neporedni napad na letališče.
- DAB (angleško Defense Acquisition Board) označuje Obrambni prevzemni odbor.
- DACT (angleško Data Automation Communication Terminal) označuje Podatkovno-komunikacijski terminal.
- DACT (angleško Defensive Air Combat Training) označuje Trening zračne obrambe.
- DAF (nemško Deutsche Arbeitsfront) označuje Nemška delavska fronta.
- DAP (angleško Department of the Army Publication) označuje Oddelek za vojaške publikacije ZDA.
- DARPA (angleško Defense Advanced Research Projects Agency) označuje Agencija za napredne raziskovalne obrambne projekte; glej ARPA.
- DBLE (francosko Demi-Brigade de Legion Étrangere) označuje Polbrigada Tujske legije.
- dc (angleško depth charge) označuje Podvodni naboj.
- DCA (angleško Defense Communications Agency) označuje Obrambna agencija za komunikacijo.
- DCA (angleško Dual Capable Aircraft) označuje Dvonamensko letalo.
- DCAA (angleško Defense Contract Audit Agency) označuje Agencija za preverjenje obrambnih pogodb.
- DCI (angleško Director of Central Intelligence) označuje Direktor centralnega obveščanja.
- DCIMI (angleško Defense Council on Integrity and Management) označuje Obrambni odbor za integriteto in vodstvo ZDA.
- DCN (francosko Direction des Constructions Navales) označuje Direkcija pomorskih konstrukcij.
- DCNO (angleško Deputy Chief of Naval Operations) označuje Namestnik poveljnika pomorskih operacij.
- DCS (angleško Defense Communications Systems) označuje Obrambni komunikacijski sistemi.
- DCS (angleško Deputy Chief of Staff) označuje Namestnik načelnika štaba.
- DCT (angleško Depth-Charge Thrower) označuje Metalec podvodnih nabojev.
- DD (angleško Destroyer) označuje Rušilec.
- DD, DDm (angleško Dock, Dry Dock Company) označuje Dok, Podjetje Suhi dok.
- DD/EFT (angleško Direct Deposit/Electronic Funds Transfer) označuje Neposredni polog/Elektronski premik sredstev.
- DDC (angleško Data Distribution Center) označuje Center za distribucijo podatkov.
- DDE (angleško Destroyer Escort) označuje Spremljevalni rušilec.
- DDG (angleško Destroyer Guided Missile) označuje Vodeni izstrelek rušilca.
- DDN (angleško Defense Data Network) označuje Obrambna podatkovna mreža.
- DDS (angleško Deep Dive System) označuje Sistem za globinske potope.
- DDT&E (angleško Director, Defense Test and Evaluation) označuje Direktor obrambnih testiranj in ocenjevanj ZDA.
- DECM (angleško Deception ECM) označuje Prevara ECM.
- DEERS (angleško Defense Enrollment Eligibility System) označuje Obrambni sistem za vpis.
- Def (angleško Defense) označuje Obramba.
- DEFCON (angleško Defense Condition) označuje Obrambno stanje.
- Dep (angleško Deputy) označuje Namestnik.
- Des (angleško Destroyer) označuje Rušilec.
- Det (angleško Detachment) označuje Odred.
- DEW (angleško Directed-Energy Weapons) označuje Orožje usmerjene energije.
- DEW (angleško Distant Early Warning) označuje (Sistem) zgodnjega daljinskega opozarjanja.
- DFW (angleško Death Following its Wounds) označuje Umrl za posledicami ran.
- DG (angleško Dhofar Gendarmerie) označuje Dofarska žandarmerija.
- DGSC (angleško Defense General Supply Center) označuje Obrambni glavni oskrbovalni center.
- DHS (angleško Data Handling System) označuje Sistem obdelave podatkov.
- DI (angleško Drill Instructor) označuje Inštruktor (urjenja).
- DIA (angleško Defense Intelligence Agency) označuje Obrambna obveščevalna agencija.
- DIFAR (angleško Directional Finding And Ranging) označuje Neposredno iskanje in rangiranje.
- Dim (angleško Dimensions) označuje Dimenzije.
- Dir (angleško Director) označuje Direktor.
- DIS (angleško Defense Investigative Service) označuje Obrambno-preiskovalna služba.
- Div (angleško Division) označuje Divizija.
- DIVAD (angleško Division Air Defense System) označuje Divizijski sistem zračne obrambe.
- DJ (nemško Deutsche Jungvolk) označuje Nemška mladež.
- DKD SV je slovenska vojaška kratica, ki označuje Društvo klubskih dejavnosti Slovenske vojske.
- DLA (angleško Defense Logistics Agency) označuje Obrambna logistična agencija.
- DLF (angleško Dhofar Liberation Front) označuje Doforska osvobodilna fronta.
- DLI (angleško Deck-Launched Interceptor) označuje Palubnolansirani lovec prestreznik.
- DMA (angleško Defense Mapping Agency) označuje Obrambno-kartografska agencija.
- DMSP (angleško Defense Meteorological Support Program) označuje Obrambno-meteorološka agencija.
- DMZ (angleško Demilitarized Zone) označuje Demilitarizirano območje.
- DNA (angleško Defense Nuclear Agency) označuje Obramba jedrska agencija.
- DND (angleško Department of National Defence) označuje Oddelek za nacionalno varnost Kanade.
- DOD (angleško Department of Defense) označuje Oddelek za obrambo ZDA.
- DODAAC (angleško DOD Activity Address Code) označuje Naslovna koda aktivnosti DOD.
- DODIIS (angleško DOD Intelligence Information System) označuje Obveščevalno-informativni sistem DODa.
- DOE (angleško Department of Energy) označuje Oddelek za energijo ZDA.
- DON (angleško Department of the Navy) označuje Oddelek za mornarico ZDA.
- DOT (angleško Department of Transportation) označuje Oddelek za transport ZDA.
- DOW (angleško Died of Wounds) označuje Umrl(a) za ranami.
- DP (angleško Dual-Purpose) označuje Dvonameska/i/o.
- DPMAT (francosko Direction du personnel militaire de l'armée de terre) označuje Direkcija vojaškega osebja kopenske vojske.
- d.R. (nemško der Reserve) označuje Rezervni (častnik).
- DRA (angleško Defence Research Agency) označuje Obrambno-raziskovalna agencija.
- DRB (angleško Defense Resources Board) označuje Obrabni odbor za sredstva.
- DRS (angleško Detection and Ranging Set) označuje Odkrivalno-rangirni sistem.
- DRTS (angleško Detecting, Ranging and Tracking System) označuje Odkrivalno-rangirni-sledilni sistem.
- DSB (angleško Defense Science Board) označuje Obrambo-znanstveni odbor.
- DSCS (angleško Defense Satellite Communications System) označuje Obrambni satelitski komunikacijski sistem.
- DSP (angleško Defense Support Programm) označuje Program obrambne podpore.
- DSPO (angleško Defense Support Program Office) označuje Pisarna programa obrambne podpore.
- DSRV (angleško Deep Submergence Resecure Vessel) označuje Globinsko reševalno vozilo.
- DTCN (francosko Direction Technique des Constructions Navales) označuje Tehnični direktor mornariških konstrukcij.
- Dt. H. Miss. (nemško Deutsche Heeres Mission) označuje Misija nemškega Heera.
- Dt. Verb. Kdo. (nemško Deutscher Verbindungs Kommando) označuje Nemško zvezno poveljstvo.
- Dulag (nemško Durchgangslager) označuje Prehodno taborišče.
- DWT (angleško Deadweight Tonnage) označuje Mrtva teža.
- DY (angleško Dockyard) označuje Vkrcevalno območje (dok).
- DZ (angleško Drop Zone) označuje Pristajalno območje.